# Ninebrane-Gruppe
Eine Ninebrane-Gruppe (deutsch Neunbranen-Gruppe) ist in den mathematischen Teilgebieten der Algebraischen Topologie und Differentialtopologie eine topologische Gruppe, welche im Whitehead-Turm einer orthogonalen Gruppe auftaucht, also aus dieser durch Entfernung von Homotopiegruppen von unten entsteht. Die Ninebrane-Gruppe ist darin die 11-zusammenhängende Überlagerung der 7-zusammenhängenden Fivebrane-Gruppe:
{\displaystyle \ldots \rightarrow \operatorname {Ninebrane} (n)\rightarrow \operatorname {Fivebrane} (n)\rightarrow \operatorname {String} (n)\rightarrow \operatorname {Spin} (n)\rightarrow \operatorname {SO} (n)\rightarrow \operatorname {O} (n).}
Üblicherweise wird die Ninebrane-Gruppe erst ab {\displaystyle n\geq 13} betrachtet, da sich dann die entfernte Homotopiegruppe im Muster der Bott-Periodizität stabilisiert. Ninebrane-Gruppen sind unendlichdimensional und daher insbesondere keine Lie-Gruppen, haben aber durch Kombination mit Höherer Kategorientheorie die Struktur von 10-Gruppen. Zudem ermöglichen Ninebrane-Gruppen eine tangentiale Struktur, welche Ninebrane-Struktur genannt wird. Ihre Benennung stammt von der Verwendung in der M-Theorie, einer gemeinsamen Verallgemeinerung von fünf Stringtheorien, insbesondere bei der Beschreibung von M9-Branen.

## Definition
Im Whitehead-Turm eines topologischen Raumes {\displaystyle X} wird die {\displaystyle n}-fache Überlagerung auch als {\displaystyle X\langle n+1\rangle } bezeichnet. Mit dieser Notation sei:
{\displaystyle \operatorname {Ninebrane} (n):=\operatorname {O} (n)\langle 12\rangle }
{\displaystyle \operatorname {Ninebrane} :=\operatorname {O} \langle 12\rangle =\lim _{n\rightarrow \infty }\operatorname {Ninebrane} (n)}
Da der klassifizierende Raum sämtliche Homotopiegruppen eins hinauf verschiebt ist hier insbesondere:
{\displaystyle \operatorname {BNinebrane} (n)=\operatorname {BO} (n)\langle 13\rangle }
{\displaystyle \operatorname {BNinebrane} =(\operatorname {BO} )\langle 13\rangle }
Da {\displaystyle \pi _{12}\operatorname {O} \cong \pi _{13}\operatorname {O} \cong \pi _{14}\operatorname {O} \cong 1} (wegen achtfacher Bott-Periodizität von {\displaystyle \pi _{4}\operatorname {O} \cong \pi _{5}\operatorname {O} \cong \pi _{6}\operatorname {O} \cong 1}) ist sogar:
{\displaystyle \operatorname {Ninebrane} =\operatorname {O} \langle 13\rangle =\operatorname {O} \langle 14\rangle =\operatorname {O} \langle 15\rangle ;}
{\displaystyle \operatorname {BNinebrane} =(\operatorname {BO} )\langle 14\rangle =(\operatorname {BO} )\langle 15\rangle =(\operatorname {BO} )\langle 16\rangle .}